# 宿毛湾港

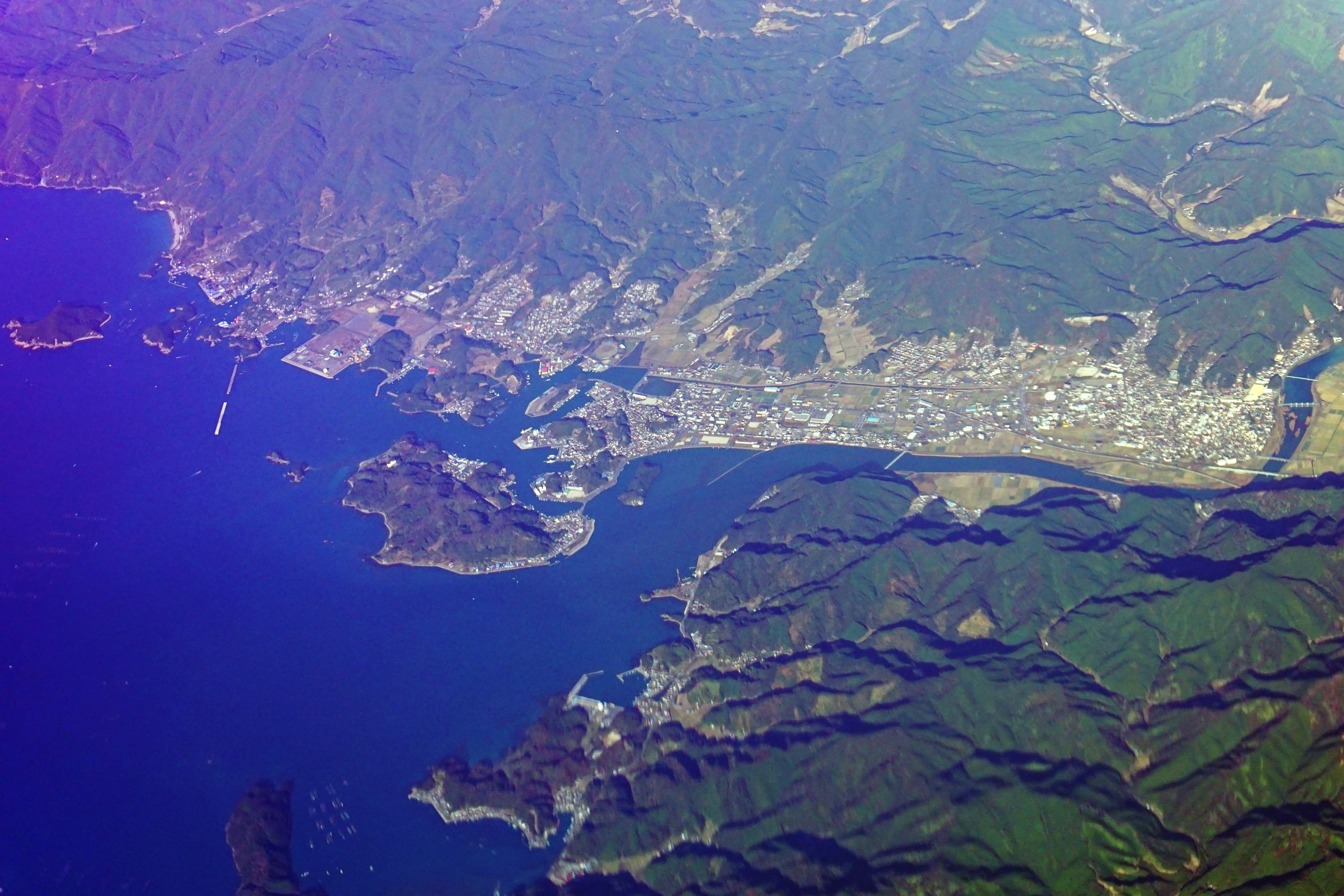
宿毛湾港

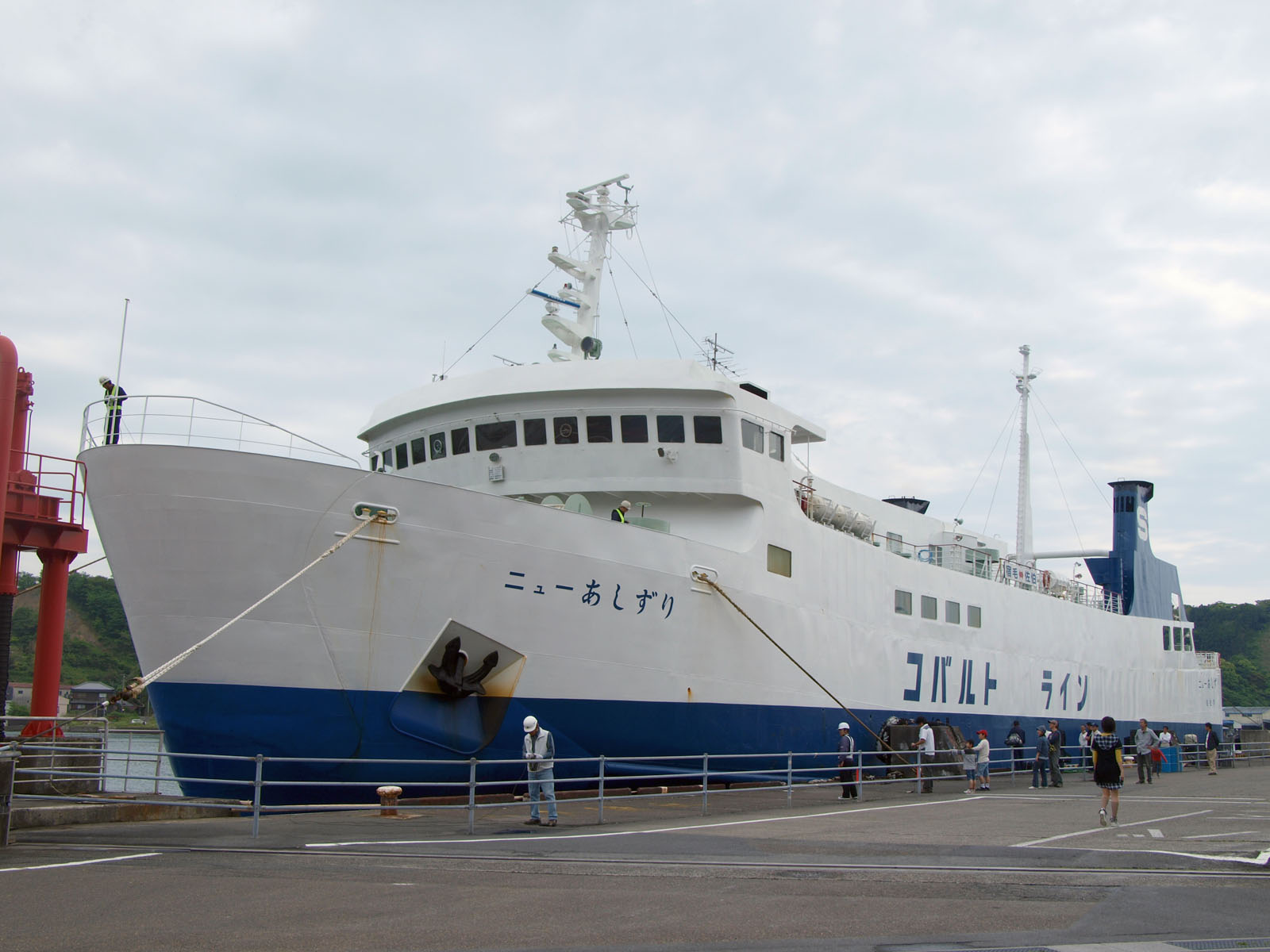
宿毛湾港に停泊中の、宿毛フェリーのニューあしずり

宿毛湾港（すくもわんこう）は高知県宿毛市にある港湾。港湾管理者は高知県。港湾法上の重要港湾に指定されている。また高知県によって一次防災拠点港に指定されている。「宿毛港」と呼ばれることもある。

## 概要
高知県西南に位置する宿毛湾に形成された港である。1984年（昭和59年）に片島港と小筑紫港が統合され宿毛湾港となった。
宿毛湾港片島地区と大分県佐伯港との間には宿毛フェリーが定期フェリーを2018年10月18日まで運航していた。
- 宿毛フェリー：宿毛湾港片島地区 - 佐伯港（大分県佐伯市）
- 宿毛市営定期船：宿毛湾港片島地区 - 沖の島母島港 - 沖の島弘瀬港 - 鵜来島

片島地区においては平成18年度にみなとオアシスの登録をしていて、みなとオアシス宿毛として地域活性化拠点ともなっている。

## 施設概要

### 主な公共岸壁[3]
- 池島1号岸壁(-4.5m)　1バース
- 池島2号岸壁(-4.5m)　1バース
- 池島3号岸壁(-7.5m)　1バース　クルーズ客船対応[4]
- 池島4号岸壁(-10.0m) 1バース　耐震強化岸壁[1]、クルーズ客船対応[4]
- 丸島1号岸壁(-4.5m)　1バース
- 丸島2号岸壁(-6.5m)　1バース
- 片島1号岸壁(-5.0m)　1バース　宿毛フェリーが就航していた[5]
- 片島2号岸壁(-6.0m)　1バース
- 大島岸壁     (-4.5m)　1バース
- 小筑紫岸壁  (-4.5m)　1バース